# Pokémon Donjon Mystère : Explorateurs de l'ombre et Explorateurs du temps
Pokémon Donjon mystère : Explorateurs du Temps (ポケモン不思議のダンジョン 時の探検隊, Pokémon Fushigi no Danjon Toki no Tankentai) et Pokémon Donjon mystère : Explorateurs de l'Ombre (ポケモン不思議のダンジョン 闇の探検隊, Pokémon Fushigi no Danjon Yami no Tankentai) sont deux opus de la série de jeux vidéo Pokémon développés par Chunsoft et sortis en septembre 2007 au Japon.

## Scénario
Le personnage joueur se retrouve évanoui, échoué sur une plage, et est découvert par le partenaire, un Pokémon timide, peureux mais amical. Presque totalement amnésique, le personnage principal a pour seuls souvenirs son prénom, et la notion d'avoir été humain par le passé. L'équipe Crâne, un trio de pokémon malfaiteurs s'en prend alors aux deux protagonistes, dérobant à votre partenaire son plus précieux trésor, le "Fragment de Relique". Le duo est contraint de poursuivre ses harceleurs à travers un Donjon Mystère afin de récupérer l'objet, et réussissent.
Le personnage principal, toujours désorienté et ignorant comment retrouver sa vie passée, accepte de former une équipe d'exploration avec le partenaire, désireux de découvrir le monde et ses trésors les plus rares. Ils s’inscrivent alors à la Guilde de Grodoudou et commencent à s’entrainer comme explorateurs. 
Le personnage joueur découvre qu'il possède un don particulier: au contact d'un objet, il est parfois capable d'avoir une vision de son passé ou de son futur. Ses prémonitions lui permettent notamment d'identifier Soporifik, un criminel recherché, et de contrecarer ses plans.
Au cours des aventures des protagonistes, ils apprennent qu'un criminel du nom de Massko dérobe des "Rouages du Temps". Ces objets mythiques permettent de stabiliser le cours du temps dans le lieu qui les entoure, et leur vol entraîne un arrêt total de l'écoulement du temps dans la région environnante. Les efforts de la guilde se concentrent alors sur l'arrestation de Massko. 
Apparaît alors Noctunoir, un explorateur solitaire récemment devenu célèbre, qui révèle diverses informations pouvant aider la guilde dans leur traque. Tout d'abord, il révèle que Massko et lui-même viennent du futur. Selon ses dires, Massko dérobe les rouages du temps dans le but de provoquer la Paralysie de la Planète: l'arrêt total de l'écoulement du temps, aux conséquences catastrophiques. Aussi, il révèle que le don de prémonition du personnage principal se nomme le "Cri Dimensionnel". Se servant des prémonitions du protagoniste, ils parviennent à localiser un Rouage du Temps, et à tendre un piège à Massko, garantissant sa capture. Les rouages du temps sont alors remis à leur emplacement d'origine.
En ville, Noctunoir ouvre un portail temporel pour regagner avec Massko le futur dont ils viennent. Il fait ses adieux aux villageois, mais attrape soudainement le personnage joueur et le partenaire pour les emmener avec lui à travers le portail, à la stupeur générale. Les protagonistes découvrent alors que le monde est plongé dans la Paralysie de la Planète, un futur que la capture de Massko devait pourtant empêcher. Les deux protagonistes sont faits prisonnier au même titre que Massko, et sont bientôt amenés sur le lieu ou Noctunoir prévoit de les faire exécuter. Le trio échappe de justesse aux mains de Noctunoir et ses sbires, et fuient le plus loin possible, séparément. 
Notre équipe retrouve Massko plus loin, et écoute sa version des faits, la vérité. Il révèle que la Paralysie de la Planète a en vérité été provoquée par l'éffondrement de la Tour du Temps. Dialga, le pokémon légendaire qui contrôle le temps depuis la tour, a sombré dans la folie à mesure que l'édifice tombait en ruine. Le seul moyen d'empêcher l'éffondrement de la tour, la Paralysie de la Planète et de ramener Dialga à la raison, était de réunir cinq Rouages du Temps au sommet de la tour. Noctunoir, un pokémon manipulateur, est revenu dans le passé sur ordre de Dialga pour empêcher Massko de sauver le monde.
Massko révèle alors son plan de secours. Il compte retrouver Celebi, le pokémon fabuleux qui l'a renvoyé dans le passé lors de son premier voyage. Il reprendra alors son plan d'origine, en repartant de zéro. Le trio trouve Celebi, et parvient jusqu'au portail temporel, mais ils sont rattrapés par Noctunoir, ses sbires, et Dialga. La situation est sans issue.
Massko décide de se rendre, révélant qu'il n'était pas venu seul dans le passé lors de son premier voyage, et que sa mission serait menée à bien, avec ou sans lui. Son partenaire, un être humain portant le même nom que le joueur, et doté du Cri Dimensionnel, avait fait le chemin avec lui, avant qu'ils ne soient séparés. Le mystère sur le passé du protagoniste se lève. Le joueur était le camarade de Massko, revenu dans le passé pour empêcher la Paralysie de la Planète, métamorphosé et rendu amnésique par une anomalie lors du voyage temporel. Noctunoir, seul au courant de cette histoire depuis plusieurs jours déjà, jubile. Le plan de secours de Massko est caduc, puisqu'il repose sur le protagoniste, ici présent, pris au piège lui aussi. C'est la raison pour laquelle Noctunoir l'a traîné dans le futur en premier lieu. La ruse de Celebi permet à Massko et notre équipe d'échapper à leurs poursuivants, et à regagner le passé.
De retour dans le passé, Massko et les protagonistes mettent au point un plan: les protagonistes doivent mettre la guilde au courant de toute l'histoire, et se lancer à la recherche des Terres Illusoires, lieu légendaire où trône la Tour du Temps, pendant que Massko se remet en quête des Rouages du Temps. Le doyen de la région, Chartor, révèle que l'accès aux Terres Illusoires est réservé au détenteur d'une "preuve". Il s'agit du Fragment de Relique, trésor de votre partenaire, que Chartor authentifie aussitôt. Grodoudou lui, est certain de connaître un endroit où est gravé le même patterne que sur le Fragment, et planifie une expédition. Gagnant le lieu mentionné, Massko et notre équipe activent le Fragment de relique, invoquant Lokhlass, chargé de guider aux Terres Illusoires ceux qui en sont dignes. Elles sont au coeur d'une faille temporelle que seul Lokhlass peut traverser.
Arrivés aux Terres Illusoires, le trio constate que la destruction de la Tour du Temps est déjà bien entamée: le temps presse. Ils doivent se rendre au Vaisseau Arc-en-ciel, plateforme volante qui les mènera à la Tour du Temps au contact du Fragment de Relique. Mais Noctunoir les y attend, et leur tend un nouveau piège. Le trio n'a d'autre choix que de vaincre Noctunoir. Au terme du combat, et pendant que votre partenaire part seul activer le Vaisseau Arc-en-ciel, Noctunoir dévoile un nouveau secret: si le futur est altéré, les pokémon qui en proviennent sont condamnés à disparaître. En effet, Massko et le personnage principal n'avaient rien à perdre, ni rien à gagner dans le futur. Ils étaient alors résolus à disparaître pour changer le cours des choses. Massko se sacrifie alors pour emmener Noctunoir dans le futur, laissant derrière lui les Rouages du Temps, garantissant la réussite de la mission. 
Les protagonistes gravissent alors la Tour du Temps, au sommet de laquelle ils affrontent un Dialga déjà plongé dans la démence. Dès l'issue du combat, l'éffondrement de la tour semble se précipiter. En remettant les Rouages du Temps dans leur réceptacle, ils parviennent à stabiliser la tour, et le cours du temps reprend dans les zones affectées. Dialga, maître de ses émotions, remercie l'équipe d'explorateurs. Peu après, sur le chemin du retour, la disparition du personnage principal commence. Il révèle son destin à son partenaire, inconsolable.
Plusieurs mois passent, et notre partenaire, bien que dévasté par notre disparition, reprend ses activités au sein de la guilde, racontant à qui veut bien l'entendre le récit de notre héroïsme. 
Dialga, sensible au chagrin de notre partenaire, et reconnaissant de son rôle dans la prévention de la fin du monde, décide d'utiliser ses pouvoirs pour invoquer à nouveau le personnage principal. Nos deux protagonistes font leurs retrouvailles sur le lieu de leur première rencontre.

## Système de jeu

### Personnages
Comme dans les autres jeux de la franchise, le joueur incarne un humain qui s'est métamorphosé en Pokémon. Le jeu assigne au joueur un Pokémon parmi une liste de 16 espèces, en fonction de ses réponses à un test de personnalité. Le joueur choisit ensuite son Pokémon coéquipier, ou « partenaire », avec pour restriction que celui-ci ne doit pas être du même type que le premier.
Contrairement à l'opus précédent, le genre spécifié par le joueur à la fin du test ne l'empêche pas de se voir attribuer certains Pokémon. Cependant, selon le type de personnalité que le test détermine, le Pokémon attribué sera différent selon le genre spécifié.
Le jeu propose un total de 16 Pokémon jouables allant de la première à la quatrième génération : Bulbizarre, Salamèche, Carapuce, Pikachu et Miaouss, Germignon, Héricendre et Kaiminus, Poussifeu et Skitty, Tortipouss, Ouisticram, Tiplouf et Goinfrex. Tous peuvent être choisis comme Pokémon partenaire, à l'exception des Pokémon de type normal (Miaouss, Skitty et Goinfrex). Présents dans l'opus précédent, Évoli, Machoc, Osselait et Psykokwak ne font plus partie de la liste des Pokémon jouables. Évoli est réintroduit dans la version révisée du jeu, Explorateurs du Ciel, aux côtés de Riolu.

### Généralités
Dans l'ensemble, le système de jeu d’Explorateurs de l'ombre et du temps est identique à celui d’Équipe de secours rouge et bleue. Les deux protagonistes doivent remplir des missions dans divers donjons, peuplés de Pokémon hostiles. Les déplacements et combats se font au tour par tour.
Chaque Pokémon dispose d'une attaque directe, sans type et sans restriction d'utilisation (PP), et peut apprendre jusqu'à quatre capacités spéciales. Un combat contre un Pokémon hostile dure jusqu'à ce que l'un des Pokémon soit mis KO. Parmi les autres mécanismes de combat, on retrouve les PV, les statistiques et les statuts traditionnels des jeux Pokémon.
L'équipe peut transporter un nombre limité d'objets lui permettant de se soigner (PV ou statut), d'augmenter ses statistiques ou d'apprendre de nouvelles capacités. Ces objets peuvent être achetés dans le village Pokémon de Bourg-Trésor, au magasin Kecleon. L'équipe reçoit de l'argent au terme de chaque mission réussie. Des objets et de l'argent peuvent aussi être ramassés dans les donjons.
En mode histoire, si l'un des deux protagonistes est mis KO, l'équipe est expulsée du donjon et perd l'intégralité de son argent ainsi que la moitié, ou plus, des objets transportés. Le joueur peut entreposer ses biens dans la réserve Kangourex ou la banque Skelénox pour les mettre en sécurité avant de partir en mission.

## Accueil

### Critique
C’est la génération la plus vendue de la série des Donjons Mystères avec un total de 6,8 millions de ventes[réf. souhaitée], elle est également la mieux notée par de nombreux sites[réf. souhaitée].